# Oliver Wright

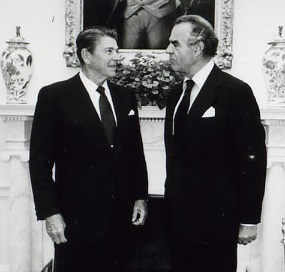
John Oliver Wright (rechts) mit US-Präsident Ronald Reagan (1982)

Sir John Oliver Wright, GCMG, GCVO, DSC (* 6. März 1921 in Hammersmith, London; † 1. September 2009) war ein britischer Diplomat, der unter anderem zwischen 1975 und 1981 Botschafter in der Bundesrepublik Deutschland war.

## Leben
John Oliver Wright, Sohn eines Hoteliers, begann nach dem Besuch der 1560 gegründeten Solihull School mit finanzieller Unterstützung durch ein Stipendium ein Studium im Fach Moderne Sprachen am Christ’s College der University of Cambridge und spezialisierte sich dabei auf Deutsch sowie Französisch. Das Studium musste er zwischen 1941 und 1945 wegen des Zweiten Weltkrieges unterbrechen, an dem er als Angehöriger der Royal Naval Reserve teilnahm. Für seine militärischen Verdienste wurde ihm das Distinguished Service Cross (DSC) verliehen. Nach Abschluss des Studiums trat er in den diplomatischen Dienst ein und war nach verschiedenen Verwendungen 1963 für kurze Zeit Erster Privatsekretär (Principal Private Secretary to the Secretary of State for Foreign Affairs) von Außenminister Alec Douglas-Home sowie daraufhin zwischen 1963 und 1966 Privatsekretär für außenpolitische Angelegenheiten des nunmehrigen Premierminister Alec Douglas-Home von der Conservative Party beziehungsweise ab Oktober 1964 von dessen Nachfolger Harold Wilson von der Labour Party.
Im Anschluss löste er 1966 John Patrick Edward Chandos Henniker-Major als Botschafter in Dänemark ab und verblieb dort bis 1969, woraufhin Crawford Murray MacLehose sein dortiger Nachfolger wurde. Anschließend wechselte Wright 1969 ins Ministerium für Auswärtige und Commonwealth-Angelegenheiten (Foreign and Commonwealth Office), wo er von 1970 bis 1972 zunächst Stellvertretender Unterstaatssekretär und Leiter der Geschäftsstelle (Deputy Under-Secretary for Foreign and Commonwealth Affairs and Chief Clerk) und danach zwischen 1972 und 1974 Stellvertretender Unterstaatssekretär beziehungsweise ab 1973 Erster Stellvertretender Unterstaatssekretär für Wirtschaft (Senior/Deputy Under-Secretary for Foreign and Commonwealth Affairs (Economic)) war. Am 15. Juni 1974 wurde er zum Knight Commander des Order of St Michael and St George (KCMG) geschlagen und führte seither den Namenszusatz „Sir“. Im Anschluss fungierte von 1974 bis 1975 als Leitender Stellvertretender Unterstaatssekretär des Außenministeriums für die Europäische Gemeinschaft (Deputy Under-Secretary for Foreign and Commonwealth Affairs (European Community)).
1975 löste er Nicholas Henderson als Botschafter in der Bundesrepublik Deutschland und hatte diesen Posten bis zu seiner Ablösung durch John Lang „Jock“ Taylor 1981 inne. Während dieser Zeit wurde er am 13. Juni 1978 zum Knight Grand Cross des Royal Victorian Order sowie am 31. Dezember 1980 auch zum Knight Grand Cross des Order of St Michael and St George (GCMG) erhoben. Zuletzt wurde Sir John Oliver Wright 1981 abermals Nachfolger von Nicholas Henderson, und zwar dieses Mal als Botschafter in den Vereinigten Staaten. In dieser Verwendung blieb er bis zu seinem Eintritt in den Ruhestand 1986, woraufhin Antony Acland seine dortige Nachfolge übernahm.

## Veröffentlichungen
- Die Bedeutung Grossbritanniens in der Europäischen Gemeinschaft: Vortrag von Sir Oliver Wright, KCMG, DSC, Königlich Britischer Botschafter in der Bundesrepublik Deutschland, 11. September 1976, Deutsche Weltwirtschaftliche Gesellschaft e. V., Vereinigung für Weltwirtschaftliche Forschung und Belehrung Berlin, 1976
- Grossbritannien, heute. Vortrag des Botschafters Sir Oliver Wright, Industrie- u. Handelskammer Hannover-Hildesheim, 1976